# Matej Peljhan
Matej Peljhan, slovenski fotograf, * 12. julij 1967, Postojna.